# Farid Boulad Bey
Pour les articles homonymes, voir Boulad.
Farid Boulad est un ingénieur égyptien né en 1872 au Caire en Égypte et décédé en 1947.

## Origines familiales
Farid Boulad est né au Caire, il est le fils de Youssef Boulad et de Saïyidé Qosrmelli. Par son père et sa mère, il est issu de la bourgeoisie syrienne d’Égypte composée de familles installées au Caire et à Alexandrie à la fin du XIXe siècle après les massacres des chrétiens de Damas en 1860.
La famille Boulad est une famille chrétienne, de rite grec-catholique (Église grecque-catholique melkite), et de vieille lignée damascène. Au Moyen Âge les Boulad étaient spécialisés dans la fabrication des lames d’acier qui firent leur fortune, puis à partir du XVIe siècle ils s'adonnèrent au grand commerce de soieries à Damas. Installée à la fin du XIXe siècle au Caire et à Alexandrie, cette famille a ensuite donné des industriels dans le coton, des entrepreneurs, des avocats et de hauts fonctionnaires à l’Égypte.
Le père de Farid Boulad, Youssef Boulad, fut inspecteur général des terres et domaines du prince Hassan Pacha Hafez.

## Études
Suivant les traces de son père, Farid Boulad entre à l’École d’agriculture à Gizeh, dans la banlieue du Caire, puis découvre sa passion pour les mathématiques qu’il préfère finalement aux sciences naturelles.
Francophone et francophile par tradition familiale, il poursuit ses études en France et est accepté à l’École nationale des ponts et chaussées et à l’École Centrale des Arts et Manufactures. Il choisit la première et étudie l’ingénierie. Farid Boulad est diplômé en 1898 en terminant premier de sa promotion.

## Carrière
Après une année de pratique en France, Boulad retourne en Égypte où il est nommé au poste d’ingénieur à la Compagnie nationale de chemin de fer. Durant les trente années qui suivirent, il exerce diverses fonctions à des postes administratifs importants, supervisant la construction de ponts ou d’autres constructions en acier comme la gare centrale du Caire.
Dans le cadre de recherches dans la construction et le renforcement des structures d’acier, Boulad développe de nouvelles techniques graphiques. 
À partir de 1903, il publie une série d’études dont plusieurs furent ensuite utilisées par Maurice d'Ocagne pour créer des nouvelles éditions de son traité sur la nomographie, c’est-à-dire les techniques graphiques de résolution des équations.
Boulad a aussi grandement participé à la popularisation des techniques de nomographie en Égypte  et dans tout le Moyen-Orient en travaillant à un précis en arabe sur la première édition de l’ouvrage d’Ocagne.

## Honneurs
Farid Boulad reçoit plusieurs décorations dont le titre de Bey par SM le roi Fouad Ier d’Égypte en 1925, il est également fait chevalier de la Légion d'honneur en 1936[réf. souhaitée].
Il participe à de nombreux congrès internationaux en tant que délégué de l’Institut d’Égypte, il est nommé membre honoraire de la Commission internationale de l'enseignement mathématique.

## Ses œuvres
- F. Y. Boulad 1909, « Remarque relative aux nouveaux théorèmes sur les moments fléchissants maxima dans une poutre du pont », Bulletin de l'Institut d'Égypte, 5th s., 3, 23-26.
- F. Y. Boulad 1909, « Sur l'introduction du principe de dualité et de la méthode nomographique des points alignés », Bulletin de l'Institut d'Égypte, 5th s., 3, 59-67.
- F. Y. Boulad 1911, « Application de la notion des valeurs critiques à la disjonction des variables dans les équations d'ordre nomographique supérieur », Bulletin de la Société mathématique de France, 39, 105-129.
- F. Y. Boulad 1912, « Sur les équations à quatre variables d'ordre nomographique supérieur », Bulletin de la Société mathématique de France, 40 (1912): 383-392.
- F. Y. Boulad 1918-1919, « Nouveaux théorèmes sur le virile de forces et leurs applications géométriques et mécaniques », L'Enseignement mathématique, 20, 421- 432.

## Sources
- Elie Tawfik Boulad 1995, L’Acier, la soie, la terre, la saga des Boulad, FMA
- Site de la famille Boulad, http://www.boulad.net
- Abdallah Naaman 2004, Histoire des orientaux de France du Ier au XXe siècle, Ellipses, Paris, 2003.